# The Magnificent Seventh
The Magnificent Seven è il settimo album in studio del gruppo musicale britannico Thunder, pubblicato nel 2005.

## Descrizione
Dopo l'uscita e il tour promozionale di Shooting at the Sun nel 2003,  i Thunder si presero una breve pausa quando il cantante Danny Bowes e il chitarrista Luke Morley pubblicarono il loro secondo album con i Mo's Barbeque, e il bassista Chris Childs e il batterista Gary "Harry" James ha pubblicato il loro primo album con gli Shadowman, Land of the Living. Il gruppo è tornato all'inizio del 2004 per iniziare a registrare il loro settimo album in studio.
La registrazione dell'album avvenne tra giugno e agosto 2004, periodo durante il quale la band si è presa una pausa per suonare in numerosi festival europei insieme ai Deep Purple e agli Status Quo.
La produzione si è svolta ai Chapel Studios di South Thoresby, Lincolnshire e agli Chez Bez Studios della band a Londra, con il chitarrista principale del gruppo Luke Morley alla produzione e Rupert Coulson all'ingegneria insieme al secondo chitarrista e tastierista Ben Matthews.

## Tracce
1. I Love You More Than Rock and Roll – 4:44
2. The Gods of Love – 4:46
3. Monkey See, Monkey Do – 6:04
4. I'm Dreaming Again – 4:40
5. Amy's On the Run – 4:09
6. The Pride – 4:23
7. Fade into the Sun – 5:21
8. Toghether or Apart – 6:02
9. You Can't Keep a Good Man Down – 4:27
10. One Foot in the Grave – 4:23
11. One Fatal Kiss – 4:37

## Formazione
- Danny Bowes – voce
- Luke Morley – chitarra acustica, chitarra solista, cori, percussioni
- Chris Childs – basso
- Harry James – batteria
- Ben Matthews – chitarra, tastiera

## Successo commerciale
L'album ha debuttato al numero 70 della Official Albums Chart e al numero 5 della UK Rock & Metal Albums Chart. I Love You More Than Rock 'n' Roll è stato pubblicato come unico singolo estratto dall'album il 22 novembre 2004, raggiungendo il numero 27 della Official Singles Chart e raggiungendo la vetta della UK Rock & Metal Singles Chart.